# Martina Strutz
Martina Strutz (Schwerin, 4 novembre 1981) è un'astista tedesca, vice-campionessa mondiale ed europea e primatista tedesca.

## Biografia
Dimagrita di 10 kg nel 2011, sino ai 57 kg, anche questo fattore ha contribuito alla sua affermazione ai mondiali di Taegu, allorché con 4,80 m ha stabilito il nuovo primato tedesco e conquistato un insperato argento alle spalle della brasiliana Fabiana Murer.
È apertamente lesbica.

## Palmarès
| Anno | Manifestazione  | Sede           | Evento           | Risultato | Prestazione | Note                                     |
| ---- | --------------- | -------------- | ---------------- | --------- | ----------- | ---------------------------------------- |
| 2011 | Mondiali        | Taegu          | Salto con l'asta | Argento   | 4,80 m      | Record nazionale                         |
| 2012 | Europei         | Helsinki       | Salto con l'asta | Argento   | 4,60 m      | Miglior prestazione personale stagionale |
| 2012 | Olimpiadi       | Londra         | Salto con l'asta | 5ª        | 4,55 m      |                                          |
| 2015 | Europei indoor  | Praga          | Salto con l'asta | 11ª (q)   | 4,45 m      |                                          |
| 2015 | Mondiali        | Pechino        | Salto con l'asta | 8ª        | 4,60 m      |                                          |
| 2016 | Europei         | Amsterdam      | Salto con l'asta | 10ª       | 4,45 m      |                                          |
| 2016 | Giochi olimpici | Rio de Janeiro | Salto con l'asta | 9ª        | 4,60 m      |                                          |